# Margaret Furse
Margaret Furse (8 de fevereiro de 1911 — 8 de julho de 1974) foi uma figurinista britânica. Venceu o Oscar de melhor figurino na edição de 1970 por Anne of the Thousand Days.